# علامة المطابقة الأوراسية

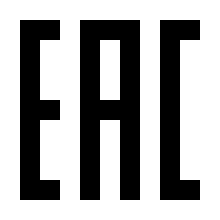
علامة المطابقة الأوراسية

علامة المطابقة الأوراسية ( EAC، باللغة الروسية: Евразийское сооветствие) هي علامة تصديق تشير إلى المنتجات التي تتوافق مع جميع اللوائح الفنية للاتحاد الجمركي الأوراسي. ويعني ذلك أن المنتجات التي تحمل علامة الجودة الأوراسية تلبي جميع متطلبات اللوائح الفنية المقابلة وقد اجتازت جميع إجراءات تقييم المطابقة. تم تقديم العلامة في أغسطس 2013.
علامة مطابقة المنتج وفقًا لـ (GOST 50460-92)، تم استبدالها الآن بعلامة الجودة الأوراسية  قبل وضع هذه العلامة في الاستخدام، كانت علامة المنتج السائدة هي GOST 50460-92)): علامة المطابقة للحصول على الشهادة الإلزامية.

## تاريخ النشأة
في الأصل، تم تحديد تقييم المطابقة للمنتجات، والتي تم جلبها في سوق الاتحاد السوفياتي أو روسيا لأول مرة، وفقا لمعايير (GOST) و (TR).
منذ الأول من يوليو 2010، أصبح قانون الجمارك للاتحاد الجمركي بين روسيا وبيلاروسيا وكازاخستان نافذ. يحل قانون الجمارك الجديد محل القواعد الوطنية الحالية لإصدار الشهادات مثل المعايير الروسية GOST-R)) أو( TR) أو الكازاخستانية (GOST-K) وفقاً للوائح التقنية الموحدة والمبادئ التوجيهية الفنية للاتحاد الجمركي.
تحمل المنتجات، والتي تلبي متطلبات اللوائح الفنية للاتحاد الجمركي أو الاتحاد الاقتصادي الآسيوي (EAEU) (التي تتكون من روسيا وبيلاروسيا وأرمينيا وكازاخستان وقيرغيزستان)، علامة الجودة الأوراسية. تم تحديد علامة الجودة الأوراسية الموحدة للاتحاد الجمركي بقرار مجلس إدارة لجنة الاتحاد الاقتصادي الآسيوي   رقم 711 بتاريخ 15 من يوليو 2011.
ولذلك فإن مصطلح TR)) بالاقتران مع ضمان المطابقة مع اللوائح الفنية للـ CU)) أو الاتحاد الاقتصادي الآسيوي غير صحيح. منذ فبراير 2010، كانت القائمة الجديدة للمنتجات الخاضعة للشهادة والإعلان صالحة للمنطقة الخاضعة لتنظيم GOST. وفقا للقانون الاتحادي رقم 385 المؤرخ  30 من ديسمبر 2009 بشأن التعديلات على القانون الاتحادي بشأن اللائحة الفنية، تم إلغاء الموعد النهائي الأصلي لعام 2010 بناء على الطلب الشخصي لرئيس روسيا السابق، ديمتري ميدفيديف، وتم طلب البنود التالية :
- لتبسيط إجراءات إدخال أو تعديل TR في روسيا (وزارة الصناعة والتجارة).
- السماح بتطبيق المعايير والمبادئ التوجيهية الدولية أو الأجنبية (الترجمة الرسمية، الخبرة من قبل السلطة القياسية، التسجيل في مستودع المعلومات المعياري للدولة).
- لتطوير اللوائح الفنية الإضافية دون حد زمني.

## تطوير ووظيفة علامات
تم إنشاء علامة الجودة الأوراسية لضمان سلامة المنتج للمستهلك النهائي. يوفر قرار مجلس الاتحاد الجمركي المؤرخ 18 من يونيو 2010 واتفاقية الاتحاد الجمركي المؤرخ  18 من نوفمبر 2010 وقرار مجلس الاتحاد الجمركي بتاريخ 7 من أبريل 2011 الإطار القانوني للعديد من منتجات السلامة والمتطلبات الصحية كحد أدنى من المتطلبات، التي يجب ألا تقوض. لا يجوز تداول المنتج إلا للمرة الأولى في مجال الاتحاد الاقتصادي الآسيوي ويجب تشغيله لأول مرة إذا كان يتوافق مع المتطلبات الأساسية لجميع اللوائح الفنية السارية. الطرق المقدمة لهذا الغرض، على سبيل المثال، هي:
- إعلان علامة المطابقة الأوراسية.
- شهادة علامة المطابقة الأوراسية.
- تسجيل الدولة.

مع وضع علامة المطابقة الأوراسية، تشير الشركة المصنعة إلى توافق المنتج مع المتطلبات الأساسية وفقًا للوائح الفنية السارية. الشركة المصنعة للمنتج مسؤولة عن هذه العلامة (ممثل مخول في الاتحاد الاقتصادي الآسيوي) للمصنعين خارج الاتحاد الاقتصادي الآسيوي . إلى الحد الذي لم يمتثل فيه الصانع لواجبه خارج الاتحاد الاقتصادي الآسيوي، يتم نقل هذا الالتزام إلى الممثل المخول في الاتحاد الاقتصادي الآسيوي، في نهاية المطاف على المستورد.

## المميزات الهامة لعلامة الجودة الأوراسية
- يجب وضع علامة على المنتجات التي تخضع لواحد أو أكثر من اللوائح الفنية بسبب طبيعتها مع وضع علامة الجودة الأوراسية عليها قبل وضعها في السوق أو وضعها محل التنفيذ لأول مرة. يجب مراعاة جميع اللوائح الفنية المطبقة.
- شركات تصنيع المنتج مسؤولة عن اللوائح الفنية التي يجب تطبيقها أثناء الإنتاج.
- يجوز فقط وضع المنتج في السوق ووضعه في الخدمة إذا كان يتوافق مع أحكام جميع اللوائح الفنية المعمول بها في الوقت الحالي، ويتم توفير تقييم المطابقة وفقًا لجميع اللوائح الفنية السارية.
- يجب على الشركة المصنعة إرفاق علامات الجودة الأوراسية بالمنتج.
- إذا لزم الأمر، يجب أن تشارك هيئة معتمدة في تقييم المطابقة.
- بالإضافة إلى علامة الجودة الأوراسية، لا يُسمح بأي علامة أو ختم موافقة، الأمر الذي قد يشكك في بيان علامة الجودة الأوراسية.
- تؤكد علامة الجودة الأوراسية الالتزام الكامل "بمتطلبات السلامة الأساسية"، المحددة في اللوائح الفنية.

## إرفاق علامة الجودة الأوراسية
يجب وضع علامة الجودة الأوراسية على المنتج أو على الملصق المرفق بطريقة واضحة ومقروءة ومميزة ودائمة من قبل الشركة المصنعة أو ممثله المفوض في الاتحاد الاقتصادي الآسيوي. يجب أن يكون الحجم 5 ملم على الأقل ؛ يجب احترام الأبعاد إذا تم تخفيض أو تكبير علامة الجودة الأوراسية. إذا كانت طبيعة المنتج لا تسمح بذلك، فيجب وضعها على العبوة (إن وجدت) والمستندات المصاحبة. لا يجوز وضع تلك العلامة إلا عند استيفاء جميع متطلبات اللوائح الفنية السارية على المنتج المطابق.

## منطقة التطبيق
تعتبر علامة الجودة الأوراسية شرطًا أساسيًا لوضع المنتج للمرة الأولي في السوق في جميع الدول الأعضاء في الاتحاد الاقتصادي الأوراسي. يشمل الاتحاد روسيا والهند والصين وبيلاروسيا وأرمينيا وكازاخستان وقيرغيزستان.